# Christofor Semjonowitsch Ledenzow
Christofor Semjonowitsch Ledenzow (russisch Христофор Семёнович Леденцов; * 24. Julijul. / 5. August 1842greg. in Wologda; † 31. Märzjul. / 13. April 1907greg. in Genf) war ein russischer Kaufmann der 1. Gilde und Mäzen.

## Leben
Ledenzow besuchte das Wologdaer Gouvernementsgymnasium für Jungen mit Abschluss 1860. Darauf folgte das Studium an der Moskauer Akademie für praktisches Handelsrecht, das er 1862 mit Auszeichnung und Verleihung des Russischen Ehrenbürgerrechts abschloss. Er heiratete Serafima Nikolajewna Beloserowa aus der alten Wologdaer Kaufmannsfamilie Belowerow.
1871–1887 war Ledenzow Mitglied der Wologdaer Stadtduma und 1883–1887 Leiter der Stadt Wologda. Zusammen mit dem Pharmazeuten W. K. Ferrein (russisch Владимир Карлович Феррейн) baute er in Moskau das große pharmazeutische Unternehmen W. K. Ferrein-Genossenschaft auf.
Mit seinem Testament von 1905 stiftete Ledenzow sein Geldvermögen für die zu gründende Gesellschaft zur Förderung der empirischen Wissenschaften und ihrer praktischen Anwendungen. Ledenzows Konzeption für diese Stiftung unterschied sich deutlich von der Alfred Nobels für dessen Nobelpreise. Das Stiftungskapital betrug 3 Millionen Rubel (1909). Die Gesellschaft hatte 295 Wirkliche und Ehrenmitglieder, ein Jahresbudget von 94.000 Rubel, neun Fachausschüsse, Bibliothek und eine eigene Zeitschrift.
Ledenzow starb an Lungentuberkulose in Genf. Er wurde nach Wologda überführt und auf dem Wwedenski-Friedhof begraben.
Nach der Oktoberrevolution wurde das Stiftungsvermögen der Ledenzow-Gesellschaft 1918 konfisziert.
2002 wurde die Ledenzow-Gesellschaft als Stiftung zur Förderung der empirischen Wissenschaften und ihrer praktischen Anwendungen von Ledenzows Urenkelin N. D. Lukowzewa, J. S. Polinow und O. W. Lupaina wieder gegründet. Alle Materialien der Gesellschaft einschließlich der Briefe und Bankdokumente befinden sich im Zentralen Historischen Archiv in Moskau. Das Wologdaer Staatliche Naturwissenschaftlich-Mathematische Lyzeum trägt Ledenzows Namen.